# 九段の母
『九段の母』（くだんのはは）は、日本の軍国歌謡。作詞は石松秋二、作曲は能代八郎。
1939年（昭和14年）4月テイチクレコードから塩まさる歌唱のレコードが発売され大ヒットした。戦後も二葉百合子のカバーによって再ヒットしている。
戦死した息子が祀られている靖国神社へ年老いた母が田舎から上京してくる。母は息子を失った悲しみは表に出さず、立派なお社に祀られていることのもったいなさを口にする。そういった内容を男性である塩まさるが歌ったことで当時の兵士たちの心に響いて大ヒットとなった。